# Curaçao (licor)
O curaçau é uma bebida alcoólica, ou um licor variação do triple sec, artificialmente colorido de azul, feito de laranjas da ilha de Curaçao (Caribe). Possui sabor meio seco e estimulante. Muito utilizado em coquetéis pela sua cor azul, o que permite deliciosos e coloridos coquetéis.
Uma bebida muito saboreada em todos os países é a Soda Italiana de Blue Curaçao, no Brasil já existem industrias que produzem esse produto.